# Mistrovství Evropy v judu 1951
I. Mistrovství Evropy v judu za rok 1951 proběhlo v Paříži, Francie v Palais des Sports ve dnech 5. až 6. prosince 1951.

## Informace a program turnaje
- seznam účastníků

Judisté bojovali k.o. vyřazovacím způsobem. Judista, který v turnaji prohrál byl definitivně vyřazen. Poražení semifinalisté získali automaticky bronzovou medaili (3. místo).  
- STŘ - 5.12.1951 - soutěž týmů
- ČTV - 6.12.1951 - individuální soutěže podle technických stupňů a kategorie bez omezení

## Československá stopa
Československo nebylo členem Evropské unie juda a mistrovství Evropy se neúčastnilo.

## Výsledky

### Individuální soutěže
| Muži   | Zlato                                    | Stříbro                      | Bronz                        | Bronz                        |
| Muži   | Kategorie technických stupňů             | Kategorie technických stupňů | Kategorie technických stupňů | Kategorie technických stupňů |
| ------ | ---------------------------------------- | ---------------------------- | ---------------------------- | ---------------------------- |
| 1. Kju | Michel Dupré (FRA)                       | Anton Geesink (NED)          | Richard Unterburger (FRG)    | Elio Volpi (ITA)             |
| 1. Dan | Bernard Pariset (FRA)                    | Horst Schombert (FRG)        | Georges Ravinet (BEL)        | Robert Jacquemond (AUT)      |
| 2. Dan | Guy Cauquil (FRA)                        | Chaplain (GBR)               | —                            | —                            |
| 3. Dan | Jean de Herdt (FRA)                      | —                            | —                            | —                            |
| Muži   | Zlato                                    | Stříbro                      | Bronz                        | Bronz                        |
| Muži   | Kategorie bez rozdílu technických stupňů |                              |                              |                              |
|        | Jean de Herdt (FRA)                      | Geoffrey Gleeson (GBR)       | Georges Ravinet (BEL)        | Robert Jacquemond (AUT)      |

### Soutěže družstev
| Muži                              | Zlato                                                                                   | Stříbro                                                                             | Bronz                                                                                      | Bronz                                                                                             |
| --------------------------------- | --------------------------------------------------------------------------------------- | ----------------------------------------------------------------------------------- | ------------------------------------------------------------------------------------------ | ------------------------------------------------------------------------------------------------- |
| Družstva podle technických stupňů | Francie (FRA) (Guy Cauquil, Jean de Herdt, Claude Mallet, Bernard Pariset, Guy Verrier) | Spojené království (GBR) (J. Chaplin, Geoffrey Gleeson, C. Grant, Hobson, H. Rhoda) | Západní Německo (FRG) (Armin Aigner, Horst Lehmann, Walter Schombert, Richard Unterburger) | Belgie (BEL) (René Beckers, Jacques Callier, Jean-Marie Falise, Georges Ravinet, Willy Struelens) |